# Раждане
Раждане (на латински: Partus) се нарича физиологичен процес при животните и човека, в резултат на който потомството излиза от тялото на своята майка и започва самостоятелен живот.
Думата се използва предимно за обозначаване на процеса на завършване на бременността при плацентните бозайници, но в по-широк смисъл тя може да се използва и за всички останали животни, при които част или цялото развитие на яйцето или плода се извършва в тялото на един от родителите. Излизането на плода от яйцето се нарича излюпване.

## При човека

### Родилни сили
Плодът се изтласква навън посредством родилните сили (т.нар. майчини болки). Външно те се демонстрират с напъни. Болката при раждане е в резултат на разтягането на връзките и притискането на мекия родилен път, включващ маточната шийка, влагалището и външния полов орган.
Родилните сили обхващат:
- Контракции на матката;
- Контракции на коремните мускули и диафрагмата.

Първоначално контракциите започват на големи интервали и са слабо изразени. Постепенно се засилват и учестяват, като най-добре са изразени през втората фаза на раждането. Винаги след всяка контракция следва пауза. През този период плодът има възможност да се нагоди за правилно придвижване в родилните пътища. Така се осигурява и жизнеспособността му.
Раждането започва чрез сенсибилизиране на матката от хормона окситоцин, отделян от хипоталамуса. Започват маточните контракции – първоначално от рогата на матката към тялото ѝ, а маточната шийка се разширява. Контракциите на матката рефлекторно възбуждат контрахирането и на коремните мускули.

### Фази на раждането
Отварянето на маточната шийка се характеризира с разширяването ѝ и отваряне на пътя за придвижване на плода. Под влияние на контракциите налягането върху маточното съдържание се повишава и околоплодните течности се изтласкват към частта с най-ниско напрежение – маточната шийка. Постепенно с всяка контракция плодните обвивки проникват все повече в нея и така я разширяват. Накрая те навлизат във влагалището и се пукат. Изтласкването на плода започва от момента на навлизане на плода в маточната шийка и завършва с пълното му напускане от организма на майката. При навлизането и преминаването на главата в маточната шийка контракциите достигат своята максимална сила. Отделяне на плацентата: известно време след излизане на плода отново настъпват слаби напъни, които спомагат за окончателното отделяне на околоплодните течности и плацентата (последък).

## В културата

### В изкуството
- Древна фигурка, изобразяваща раждаща жена
- Древна египетска фигурка, изобразяваща раждане на крава с човешка помощ

### В традиционната култура
В българската фолклорна традиция раждането („добиване“) се пази в пълна тайна, за да бъде по-лесно, и да бъдат избегнати всякакви вредоносни влияния и „уроки“. Освен „бабата“ (народна акушерка), повикана тайно, на него присъства само свекървата или друга по-възрастна омъжена роднина. Обредните действия, съпътстващи раждането, са магически: отваряне на ключалки, развързване на възли. Според народните вярвания, на всяко раждане присъства и Богородица. При трудно раждане на родилката („лехуса“, „родиля“) се дава да пие отвара от богородична ръчица (Lonicera caprifolium). Тази билка е била донасяна от Ерусалим или Света гора, а „бабите“ акушерки, които имали такава билка, се ползвали с по-голям авторитет. Едва след като роди първото си дете, жената става пълноправен член в традиционното българско семейство и родствената група на съпруга си. Също нещо много важно е било и бабуването (на времето баба израждала бебето).